# Chiesa di San Domenico (Foggia)
La chiesa di San Domenico è una chiesa di Foggia.
Costruita nel XVIII secolo, la chiesa apparteneva all'Ordine dei padri predicatori detti domenicani che abitavano l'attiguo convento, attualmente sede dell'Arcivescovato. La chiesa ricostruita dopo il 1731 in luogo di una più antica, è di stile barocco, con la caratteristica facciata introflessa. L'interno a pianta ellittica, con altari marmorei e decorazioni a stucco, conserva affreschi eseguiti alla fine dell'800 dal pittore conterraneo Antonio la Piccirella.